# Cosmetica

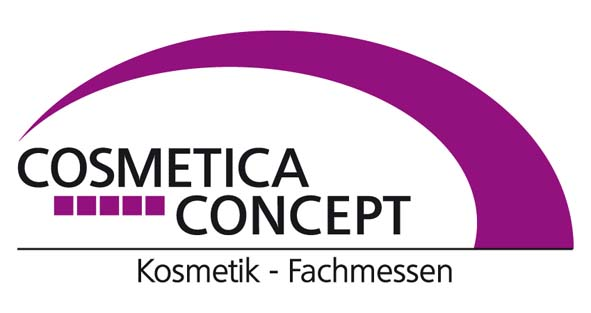
Logo COSMETICA Concept

Die Cosmetica (vormals Treffpunkt Kosmetik international) war seit 1977 eine deutsche Fachmesse für angewandte Kosmetik.
Das 1999 gegründete Unternehmen KOSMETIK international Messe GmbH organisierte, plante und konzipierte jährlich Kosmetik-Messen und kooperierte mit der „KOSMETIK international“ Verlag GmbH, die beide zur Intermedia Vermögensverwaltungs GmbH gehören, die eine Tochtergesellschaft der Medien Union ist.

## Geschichte
Am 1. Mai 1951 gründete Norbert Tessner in Baden-Baden den „Deutschen Fachverband der Kosmetikerinnen“ und wurde zum Geschäftsführer bestellt. „Ihm wird zur Aufgabe gestellt, eine Fachzeitung als „offizielles Organ des Fachverbandes der Kosmetikerinnen“ herauszugeben“. Die erste Verbandsvorsitzende war Rosel Heim. Zu den Zielen des Verbandes gehörte es, „eine gesetzliche Grundlage für den Beruf der Kosmetikerin zu schaffen“.
Im Juni 1951 brachte der Fachverband die „Kosmetikerinnen-Fachzeitung“ als „offizielles Verbandsorgan“ heraus, die alle drei Monate erschien. Verleger war Verbandsmitbegründer Norbert Tessner. 1964 wurde der „Tessner-Verlag Norbert Tessner“ im Handelsregister als Einzelkaufmann eingetragen und 1973 auf seinen Sohn Norbert Franz Tessner übertragen.
1976 wurde die Kosmetikerinnen-Fachzeitung in Kosmetik international umbenannt.
1977 findet der erste Branchentreff Treffpunkt Kosmetik international in Baden-Baden statt – in einem Zweijahresrhythmus. 1984 wechselt der Branchentreff den Standort von Baden-Baden nach Wiesbaden in die Rhein-Main-Hallen.
Im Dezember 1988 gründeten Monika Jettkowski und Evelyn Lappert als Gesellschafterinnen zu je 50 % die „Tessner-Verlag GmbH“ in Baden-Baden, die am 30. Januar 1989 im Handelsregister eingetragen wurde. Am 30. Januar 1989 ist auch der von Norbert Franz Tessner als Einzelkaufmann geführte „Tessner-Verlag Norbert Tessner“ erloschen. Im April 1989 trat der Journalist Heinrich Großmann als dritter Gesellschafter der Tessner-Verlag GmbH bei. Die drei Gesellschafter halten je ein Drittel Anteile.
Ab 1990 findet der Treffpunkt Kosmetik international im Jahresrhythmus statt.
1992 ist der Deutsche Fachverband der Kosmetikerinnen durch Wegfall sämtlicher Mitglieder erloschen.
1995 wurde die Tessner-Verlag GmbH in „KOSMETIK international“ Verlag GmbH umbenannt und der Gegenstand des Unternehmens mit Herausgabe des Fachmagazins „KOSMETIK international“ ergänzt.
1996 fand die allererste „Cosmetica“ in Hannover statt. 1998 wurde der Treffpunkt Kosmetik international in Wiesbaden in Cosmetica umbenannt.
1999 gründeten Monika Jettkowski und Heinrich Großmann die „Kosmetik International Messe GmbH“ in Baden-Baden. 2000 fand die erste Cosmetica in Leipzig (bis 2010) und 2001 in Berlin statt. 2004 wurde die Kosmetik International Messe GmbH in KOSMETIK international Messe GmbH umbenannt.
2005 besteht für die „KOSMETIK international“ Verlag GmbH und KOSMETIK international Messe GmbH ein Gewinnabführungsvertrag mit der Intermedia Vermögensverwaltungs GmbH, deren Verluste ihre alleinige Gesellschafterin Medien Union GmbH übernimmt. 2006 wurde der Sitz von Baden-Baden nach Gaggenau verlegt.
2009 fand die erste Cosmetica in Stuttgart (bis 2019) und 2014 in Frankfurt am Main (bis 2019) statt.
2020 feierte die KOSMETIK international Messe GmbH ihr 20-jähriges Bestehen. 2021 feierte die „KOSMETIK international“ Verlag GmbH ihr 70-jähriges Jubiläum mit einer Sonderausgabe Firmenjubiläum.
Die für 2022 geplante Erstveranstaltung der Cosmetica in Friedrichshafen wurde auf 2024 verschoben.
Die KOSMETIK international Messe GmbH und die KOSMETIK international Verlag GmbH stellen ihren Geschäftsbetrieb zum 31. Dezember 2024 ein.

## Festschrift
Kosmetik international 1951–2021: Sonderausgabe Firmenjubiläum. „KOSMETIK international“ Verlag GmbH, Gaggenau 2021